# Mănăstirea Bucovățu Vechi
Mănăstirea Coșuna - Bucovățu Vechi este o mănăstire ortodoxă din România situată în orașul Craiova. La Mănăstirea Coșuna-Bucovăț sunt înhumați o parte din boierii Craiovești, bani ai Craiovei, ctitori ai lăcașului.